# 이와하시 겡키
이와하시 겡키(일본어: 岩橋 玄樹 いわはし げんき[*], 1996년 12월 17일 ~ )는 일본의 가수이자 배우이며, King & Prince의 전일원이다.
도쿄도 출신. Three Six Zero 소속. 아세아대학 경제학부에 재학 중.

## 약력
- 2010년 10월 30일, 쟈니즈 사무소 입소
- 2014년 5월 5일, Sexy Zone의 동생 유닛 Sexy Boyz를 결성
- 2015년 아세아대학 경제학부 입학
- 2015년 6월 5일, ガムシャラ!サマーステーション의 기자회견에서, 기간한정유닛 Mr.King vs Mr.Prince 결성 ※TV아사히 여름축제 서포터즈로 활동
- 2015년 8월 20일, ガムシャラ!サマーステーション의 Mr.King vs Mr.Prince 공연에서, 정식유닛이 되었다
- 2015년 9월, Mr.King vs Mr.Prince에서 Mr.Prince가 되었다
- 2016년 1월 묘조, Prince 로 유닛명이 바뀌었다
- 2018년
  - 1월 17일 King & Prince 데뷔 확정
  - 5월 23일 1st CD 데뷔 싱글 〈シンデレラガール〉 발매

## 인물
- 존경하는 선배는 이쿠타 토마와 A.B.C-Z의 토츠카 쇼타이다.
- 묘조 '연인이 되고 싶은 주니어' 랭킹에서 2014 & 2015년 &2016년 & 2017년 &2018년 5년 연속 1위를 획득.(3년연속 1위는 야마시타 토모히사, 아카니시 진이후로 3번째, 최초로 5년연속 1위)
- 쟈니즈에 들어오기 전에는 야구를 했다.
- 아버지가 세이부 라이온스의 팀 닥터이다.
- 낯가림이 심하다.
- 신메인 진구지 유타와 완두콩 먹는법 때문에 싸운적이 있다.
- 쟈니상으로부터 윙크가 헤타쿠소 라고 들은 적이 있다.
- 귀여운 얼굴이지만, 의외로 남자답다.
- 자차는 bmw(내부는 화려한 양키차)
- 미국을 몹시 좋아한다.
- 키시 유타와 친하다.

## 출연

### 드라마
- 희미한 그녀 (2013년 4월 ~ 6월, 칸사이 TV) - 테지마 켄타로 역
- SHARK~2nd Season~ (2014년 4월 ~ 7월, 닛폰 TV) - 키타가와 아사히 역
- 가드센터24 광역경비지령실 (2016년 9월 16일, 일본 NTV)

### 버라이어티
- 더 소년구락부(2011년 1월 ~ , NHK)
- 양양 JUMP (2011년 4월 16일 - 2013년 6월 30일 , TV 도쿄)
- 쟈니즈 Jr. 랜드 (2011년 10월 2일 - 2013년 9월 30일 , BS 스카파)
- 가무샤라! (2014년 4월 12일 - 2016년 3월 27일 , TV 아사히)
- SMAP×SMAP 스마스마 첫 스타 대운동회SP!! (2015년 3월 30일, 후지TV)
- ちょいアゲ↑スイッチ(쵸이아게!스위치) (2015년 7월 15일 & 7월 22일, TV 아사히) ※히라노 쇼와 2명이서 출연
- ジャニーズバーサス! Youたちクイズしちゃいなよ!! (2015년 8월 7일, TV아사히) ※Mr.King VS Mr.Prince 중심의 골든방송
- 特番ジャニーズJr.の超ガムシャラ!意外とスゲーじゃんって言われたい!! (2015년 8월 29일, TV아사히)
- 真夜中のプリンス(한밤중의 프린스) Prince 칸무리방송. (2016년 4월 9일 - 2018년 3월 31일, TV 아사히)
- ZIP!- 칸무리 코너 「King&Prince GINZA DEBUT!」 (2018년 4월 9일 - 、니혼 TV）

### CM
- 쟈니즈 Jr. 랜드 (2011년 10월 30일)
- 31 아이스크림 (2013년 6월 29일 - 2013년 7월 30일)

### 무대
- 타키자와 가부키 (2011년 4월 8일 - 5월 8일, 닛세이 극장)
- JOHNNYS' WORLD (2012년 11월 10일 - 1월 27일, 제국 극장)
- DREAM BOYS JET (2013년 9월 5일 - 2013년 9월 29일, 제국극장)
- ABC좌 2013 쟈니즈 전설 (2013년 10월 6일 - 28일, 닛세이 극장)
- JOHNNYS' 2020 WORLD（2013년 12월 7일 - 1월 27일, 제국 극장)
- ABC좌 2014 쟈니즈 전설 (2014년 5월 9일 - 30일, 닛세이 극장)
- 2015신춘 쟈니즈 월드（2015년 1월 1일 - 2015년 1월 27일, 제국극장)

### 콘서트
- 연말 YOUNG 동서가합전! ~ 동서 Jr. 대집합 2010!~ (2010년 11월 26일 ~ 27일, NHK 홀)
- SUMMARY 2010 (2010년 7월 19일 ~ 8월 29일, JCB홀)
- 모두 크리에에 와 크리에! 2011 A.B.C-Z 쟈니즈 jr（2011년 4월 29일 ~ 5월 29일, EX 시어터 롯폰기)
- SUMMARY 2011 (2011년 8월 7일 ~ 9월 11일, JCB홀)
- Kis-My-Ft2 Debut Tour 2011 Everybody Go (2011년)
- Hey! Say! JUMP 안녕 여름방학! SUMMARY 스페셜 (2011년 9월 18일, 쿄세라 돔 오사카 / 9월 24일 ~ 25일, 도쿄 돔)
- A.B.C-Z 2011 First Concert in 요요기 (2011년 11월 6일, 국립 요요기 경기장)
- Sexy Zone First Concert 2012 (2012년 2월 11일 ~ 12일, 도쿄 국제 포럼 / 2월 18일 ~ 19일, 우메다 예술 극장)
- KAT-TUN LIVE TOUR 2012 CHAIN（2012년2월11일 - 4월28일, 도쿄돔）
- Sexy Zone 아레나 콘서트 2012 (2012년 3월 29일 ~ 30일, 요코하마 아레나 / 2012년 4월 1일, 오사카 성 홀)
- 쟈니즈 긴자 You의 앞에는 Me가 있다! A.B.C-Z with 쟈니즈 Jr. (2012년 5월 18일 ~ 20일, EX 시어터 롯폰기)
- Johnny's Dome Theatre ~SUMMARY2012~ (2012년 8월 11일 ~ 9월 2일, 도쿄돔 시티 홀)
- 타키&츠바사 10주년 콘서트 in 도쿄 돔 (2012년 9월 8일 ~ 9일, 도쿄 돔)
- 프레시 쟈니즈 Jr. IN 요코하마 아레나 (2012년 12월 16일, 요코하마 아레나)
- Sexy Zone 신춘 아레나 콘서트 2013 (2013년)
- Live House 쟈니즈 긴자 2013 - 'Sexy Boyz' (2013년 5월 1일 ~ 2일·8일 ~ 9일·15일 ~ 16일·29일 ~ 30일, EX 시어터 롯폰기)
- Sexy Zone Spring Concert 2013 (2013년 5월 4일 ~ 6일, 요코하마 아레나)
- 가무샤라 J's Party !! Vol.1（2014년 2월 1일 - 2일, EX시어터 롯폰기）
- Live House 쟈니즈 긴자 2014 - 'Sexy Boys' (2014년 4월 28일 - 5월 1일·30일, EX 시어터 롯폰기)
- Sexy Zone Concert Tour Sexy Second (2014년 5월 3일 ~ 6일, 요코하마 아레나)
- Sexy Zone Summer Concert 2014 (2014년 7월 23일 ~ 25일, 사이타마 슈퍼 아레나)
- 사토 쇼리 솔로 콘서트 (2014년 7월 29일·8월 11일, EX 시어터 롯폰기)
- 가무샤라 Sexy여름축제 '팀 무' (2014년 7월 30일 - 18일, EX 시어터 롯폰기)
- 가무샤라 J's Party !! Vol.6（2014년 12월 17일 - 18일, EX시어터 롯폰기）
- 가무샤라 J's Party !! Vol.8（2015년 2월 19일 - 21일, EX 시어터 롯폰기）
- Live House 쟈니즈 긴자 2015 (2015년 4월 24일 ~ 26일, 5월 30일 - 6월 1일, 시어터 크리에)
- 가무샤라! 섬머스테이션 'Mr.King vs Mr.Prince'（2015년 7월 18일 - 8월 20일, EX 시어터 롯폰기）
- 가무샤라! 섬머스테이션　'팀 무'（2015년 7월 23일　-　8월 19일, EX 시어터 롯폰기）
- 사토 쇼리 솔로 콘서트 (2015년 8월 12일 - 2015년 8월 14일, 도쿄돔 시티 홀)